# Wirik Bay
Die Wirik Bay ist eine Bucht im Südosten von Südgeorgien im Südatlantik. Sie liegt westnordwestlich des Kap Vahsel und nordöstlich des Lewaldgletschers.
Der Name der Bucht erscheint in dieser Form erstmals auf einer Karte der britischen Admiralität aus dem Jahr 1929. Namensgeber ist vermutlich Haldor Virik (1880–1958) aus dem norwegischen Sandefjord, Manager der Normanna Whaling Company von 1912 bis 1913.